# Ester Laccava
Ester Laccava Ferreira (São Paulo, 5 de dezembro de 1965) é atriz de teatro, diretora, produtora e tradutora brasileira.

## Biografia
Formada em Ballet Clássico, moderno, contemporâneo e jazz, foi integrante da Companhia “Visão” de dança, com direção de Adib Nagin, fazendo uma longa carreira em festivais e shows. Deu aula de jazz no estado de Washington (USA) durante um semestre na cidade de Yelm. Participou de cursos de Flamenco e Clássico no conceituado centro de dança de “Marais” (Paris). Aperfeiçoou sua técnica durante 2 anos com o ilustre professor Ismael Guiser. 
Iniciou seus estudos de teatro na Escola de Teatro Macunaíma em 1983. De 1987 a 1988, realizou duas temporadas fora do Brasil: em Chicago, como atriz em "No Exit", de Jean Paul Sartre, direção de Katerine Anstiti, e em Paris, como assistente de direção na Lactorat du Cinema Jean Paul Violin. Ao regressar em 1989, cursou a EAD - Escola de Arte Dramática da USP.
Trabalhou com diversos diretores da cena nacional e internacional. Com 4 indicações ao Prêmio Shell e indicações à APCA e ao Prêmio Bibi Ferreira, dentro outras distinções, sua carreira é marcada por uma entrega absoluta na construção de uma experiência cênica que integra diversas linguagens desde a sua concepção, como “Garotas da Quadra” (2004), “A festa de Abigaiú” (2007), “A árvore seca” (2011) e “Pedra de Paciência” (2013) e “Ossada” (2019). Bailarina, atriz, diretora e criadora, juntou seu background para orientar diretores, cantores, atores e palestrantes na arte de representar. Durante a pandemia, mergulhou na linguagem do audiovisual, buscando novas conexões com as linguagens performativas, o que deu origem a uma série de trabalhos híbridos sob sua direção. Dentre eles, “A Árvore” (2021), projeto produzido e interpretado por Alessandra Negrini, no qual assina a criação, roteirização e também a direção, em parceria com João Wainer.
Também em 2021, estreia como diretora do espetáculo de dança "Da Natureza da besta", do Laboratório Siameses. No trabalho, que marca o retorno aos palcos do bailarino e coreógrafo Maurício de Olivera, Laccava também assina a criação e a dramaturgia.
Estere Laccava fez ainda diversas participações no cinema, TV e séries, como em Meninos de Kichute (2003), do diretor Luca Amberg, Jardim Europa (2009), de Mauro Baptista Vedia e das séries Gigantes do Brasil e Aruanas.

## Filmografia

### Na Televisão
| Ano  | Título              | Personagem | Notas                |
| ---- | ------------------- | ---------- | -------------------- |
| 1999 | A Guerra dos Pintos | Neide      |                      |
| 2002 | Pequena Travessa    | Lúcia      |                      |
| 2013 | Gigantes do Brasil  | Filomena   | 4 episódios          |
| 2019 | Aruanas             | Dora       | Episódio: "Sementes" |

### No Cinema
| Ano  | Título              | Personagem     | Notas          |
| ---- | ------------------- | -------------- | -------------- |
| 2009 | Meninos de Kichute  | Dona Terezinha |                |
| 2013 | Jardim Europa       | Janice         |                |
| 2013 | A Navalha do Avô'   | Luciana        | Curta-metragem |
| 2016 | Magal e os Formigas | Marlene        |                |
| 2016 | Pool                | Mãe            | Curta-metragem |

## Teatro e Dança
|      | Título |                                              |                                 | |
| 2004 | Garotas da Quadra, de Rebecca Prichard (Tradução e adaptação de Ester Laccava e Mário Bortolotto)                                         | Direção de Mário Bortolotto                  | Tradutora, Produtora e Atriz    | Indicações ao Prêmio Shell, "Melhor Tradução" e "Melhor Atriz"                                                                                     |
| 2007 | A Festa de Abigail, de Mike Leigh (tradução de Ester Laccava e Élcio Hardt)                                                               | Direção de Mauro Baptista Vedia              | Produtora e Atriz               | Prêmio Melhor espetáculo do 11º Festival Cultura Inglesa; Indicação ao Prêmio Shell, "Melhor Atriz"; Melhor Peça de Teatro 2007 da Revista VEJA SP |
| 2007 | Volta ao Lar, de Harold Pinter (Tradução de Millôr Fernandes)                                                                             | Direção de Alexandre Reinecke                | Atriz                           | |
| 2010 | Piscina (sem água), de Mark Ravenhill (tradução de Felícia Johansson)                                                                     | Direção de Felícia Johansson                 | Produtora e Atriz               | Prêmio Melhor espetáculo do 14º Festival Cultura Inglesa                                                                                           |
| 2012 | A Árvore Seca, de Alexandre Sansão | Direção de Leandro Goddinho e Antônio Vanfil | Produtora e Atriz               | Indicação ao Prêmio Shell, "Melhor Atriz" |
| 2012 | Mães Iradas, de Lisa Rafferty, Stefanie Cloutier e Sheila Eppolito                                                                        | Direção de Alexandre Reinecke                | Atriz                           | |
| 2014 | Syngué Sabour - Pedra de Paciência, de Atiq Rahime                                                                                        | Direção de Fernanda D'Umbra                  | Produtora e Atriz               | |
| 2015 | Quando eu era bonita, de Elzemann Neves                                                                                                   | Direção de Elzemann Neves                    | Produtora e Atriz               | |
| 2016 | Sagrada Família, de Gabriela Mellão | Direção de Gabriela Mellão                   | Atriz                           | |
| 2018 | Kansas, de Gabriela Mellão | Direção de Gabriela Mellão                   | Atriz                           | |
| 2019 | Uísque e Vergonha, de Juliana Frank (Adaptação de Michelle Ferreira)                                                                      | Direção de Nelson Baskerville                | Atriz                           | Indicação ao 7º Prêmio Bibi Ferreira, "Melhor atriz coadjuvante"                                                                                   |
| 2019 | Ossada, de Ester Laccava (com textos de Maureen Lipman, Wislawa Szymborska e Laurie Anderson                                              | Direção de Ester Laccava                     | Diretora e Atriz                | Indicação ao Prêmio APCA 2019, "Melhor Atriz" |
| 2021 | A Árvore, teatro/cinema (texto de Sílvia Gomez e produção de Alessandra Negrini e Gabriel Fontes Paiva)                                   | Direção de Ester Laccava e João Wainer       | Criação, Roteirização e Direção | |
| 2021 | Da natureza da besta, dança contemporânea / Laboratório Siameses (com textos de Marcelo Montenegro, Ester Laccava e Maurício de Oliveira) | Direção de Ester Laccava                     | Criação e Direção               | |